# Rene Bitorajac
Rene Bitorajac (Zagreb, 2. ožujka 1972.), hrvatski filmski, televizijski i kazališni glumac, redatelj, scenarist i voditelj.

## Životopis

### Karijera
Završio je Akademiju dramske umjetnosti u Zagrebu. Završio osnovnu glazbenu školu - instrument truba. Od jezika, služi se engleskim. Aktivno je igrao nogomet. 12 godina je u dramskom studiju ZKM-a.
Rene Bitorajac je poznat po ulogama u serijama "Bitange i princeze" i "Naša mala klinika" te u filmovima "Kako je počeo rat na mom otoku", "Ničija zemlja", "Metastaze" za koji je nagrađen zlatnom Arenom u Puli 2009. te "Ljudožder vegetarijanac" za koji je također nagrađen Zlatnom arenom u Puli 2012. te nagradom za najboljeg glumca na Fantastic film festivalu u Austinu, Teksas u SAD-u.
Od 2018. s Brankom Đurićem suvlasnik je prvog privatnog kazališta s vlastitom pozornicom “Luda kuća” u Zagrebu.
Pored glume bavi se voditeljskim poslom, Supertalent, (dodjela Večernjakove ruže, dodjela nagrada hrvatskog glumišta, Noć gutača reklama), te pisanjem. "Zurka" na HRT-u, "Mix zone" HRT, 2 scenarija za seriju "Bitange i princeze", predstava "Magic Act Show" igrana preko 300 puta te predstava "SPEKTAKLUK"... Snimio i veći broj reklama za "Ožujsko" i "Ledo".
2006. je s partnericom Mirjanom Žutić nastupao u prvoj sezoni TV emisije "Ples sa zvijezdama" i stigao do finala. 2009. godine dobiva voditeljsku ulogu novog zabavnog showa Nove TV "Supertalent". 2012. u ulozi je kapetana u odličnom game showu na HRT-u pod nazivom "Volim Hrvatsku". Od 2014. radi kao voditelj u zabavnom showu "Tvoje lice zvuči poznato".
2018. s partnerom Brankom Đurićem otvara prvo privatno hrvatsko kazalište s vlastitom zgradom i pozornicom pod nazivom Luda kuća, u ulici Kralja Zvonimira 63 u Zagrebu.
Napisao o režirao predstave: Idemo uživo, Ništa ljubav samo sex i Samo preko njega mrtvog.
2020. režira predstavu Potpuni stranci po talijanskom svjetskom filskom hitu Perfetti sconosciuti čija prava otkupljuje Luda kuća.
Piše i režira popularni hit predstavu o generaciji Z “Nema sutra”.
2020. Snima seriju Područje bez signala u režiji D. Matanića.
Snima i svoj treći film u režiji B. Schmidta pod nazivom A bili smo vam dobri.
2025. snima film “Svadba” Igora Šeregija u kojem tumači glavnu ulogu.

### Privatni život
Rene je u braku s Anom od 2006. Ima sina Gabriela i kćer Larisu.

## Filmografija

### Televizijske uloge
- "Metropolitanci" kao Petar Galić (2022.)
- "Područje bez signala" kao Oleg (2021. – 2022.)
- "Ne diraj mi mamu" kao Budimir Ćorović (2018.)
- "Drug Crni u NOB-u" kao Hrvoje Budak (2013.)
- "Zakon!" kao kapetan Dragan (2009.)
- "Odmori se, zaslužio si" kao Robocop (2008.)
- "Naša mala klinika" kao dr. Veljko Kunić (2007. – 2011.)
- "Premijer" kao Hrvatski premijer (2007.)
- "Ples sa zvijezdama" kao Rene Bitorajac (2006.)
- "Bitange i princeze" kao Robert "Robi" Kumerle (2005. – 2010.)
- "Duga mraćna noć" kao Govornik (2005.)
- "Naša mala klinika" kao doktor Veljko Kunić (2004. – 2007.)
- "The Dirty Dozen" kao Marko (1988.)

### Filmske uloge
- "ZG90" kao Krpa (20xx)
- "A bili smo vam dobri" (2021.)
- "General" (2019.)
- "ZG80" kao Krpa (2016.)
- "The Yummy Gummy Search for Santa" kao Elf Boyfriend (2012.)
- "Ljudožder vegetarijanac" kao Danko Babić (2012.)
- "Metastaze" kao Krpa (2009.)
- "Drug Crni u Narodnooslobodilačkoj borbi" kao hrvatski poglavnik (2009.)
- "Čitulja za Eskobara" kao Mileta (2007.)
- "Duga mračna noć" kao govornik (2004.)
- "Kajmak i marmelada" (2003.)
- "Svjedoci" kao Albanac (2003.)
- "24 sata" (2002.)
- "Ničija zemlja" kao Nino (2001.)
- "Nebo, sateliti" kao zapovjednik (2000.)
- "Garcia" (1999.)
- "Bogorodica" kao stolarski radnik (1999.)
- "Kad mrtvi zapjevaju" kao policajac (1998.)
- "Trgovci srećom" kao Bobo Kumerle (1999.)
- "Blues za Saro" (1998.)
- "Tri muškarca Melite Žganjer" kao asistent redatelja (1998.)
- "Rusko meso" (1997.)
- "Letač Joe i Marija smjela" (1996.)
- "Kako je počeo rat na mom otoku" kao vojnik s Kosova (1996.)
- "Vidimo se" kao Kruno (1995.)
- "Svaki put kad se rastajemo" kao Joško (1994.)
- "Gavre Princip" (1990.)
- "Anticasanova" (1985.)
- "Tajna starog tavana" kao Adam (1984.)
- "Gosti iz galaksije" kao Targo (1981.)

### Voditeljske uloge
- "Ma lažeš!" kao voditelj (2021.)
- "Tvoje lice zvuči poznato" kao voditelj (2014. – 2018.)
- "Volim Hrvatsku" kao kapetan ekipe, 15 epizoda (2012. – 2013.)
- "Jadranske igre" kao voditelj (2011. – 2012.)
- "Supertalent" kao voditelj (2009. – 2011.; 2016. – 2018.)
- "Coca Cola Music Stars" kao voditelj (2004.)
- "Fight of Nations: Put do pobjede" kao pripovjedač (2024.)

### Kazališne uloge
Ludilište Luda Kuća (privatno kazalište)
- ”Idemo uživo”,
- ”Samo preko njega mrtvog”,
- ”Potpuni stranci”,

ZKM (Zagrebačko kazalište mladih)  
- "Medeja 95",
- "Mafija",
- "Tango je tužna misao koja se pleše"

Teatar ITD 
- "Tit Andronic",
- "Milovanja"
- "Glorietta"

Teatar Exit
- "Izbacivači" (1996.)[3]

Kerempuh
- "Vježbanje demokracije",
- "Pir malograđana",
- "Ministrov sin"
- "Histrijada"
- "Gospon lovac"
- "Ratni profiteri u hrvata"
- "Miss nebodera za miss svijeta"
- "Za kunu nade"
- "Požar vlasti",
- "Šta je smiješno bando lopovska",
- "Bure baruta",
- "Domovnica d.d."
- "Kad se mi mrtvi pokoljemo",
- "Magic act show",
- "Bitange i princeze",
- "Spektakluk"

HNK
- "Hamlet"

Histrioni
- "Domagojada"

Nezavisna produkcija
- "Zagreb Cabaret"

HNK Split
- "Splitski akvarel"

### Sinkronizacija
- "Malci 2: Kako je Gru postao Gru" kao Gru [Steve Carell] (2022.)
- "Kako je Gru postao dobar" kao Gru [Steve Carell] (2017.)
- "Angry Birds Film 1, 2" kao Crveni (2016., 2019.)
- "Malci" kao Gru (mladi) [Steve Carell] (2015.)
- "Tvrd orah 1, 2" kao Lujo (2014., 2017.)
- "Gru na supertajnom zadatku" kao Gru [Steve Carell] (2013.)
- "Kako je Gru ukrao mjesec" kao Gru [Steve Carell] (2010.)
- "Preko ograde" kao Jura [Bruce Willis] (2006.)
- "Kad krave polude" kao Svinja (2006.)
- "Pobuna na farmi" kao Boki (2004.)
- "Izbavitelji 1" kao Sindrom (2004.)
- "O mačkama i psima" kao Žak [Alec Baldwin] (2001.)
- "Super Cure" kao Mojo Jojo

## Nagrade i priznanja
Zlatna arena za glavnu mušku ulogu za film B Schmidta “A bili smo vam dobri”.
Nagrada za najboljeg glumca na međunarodnom festivalu u Parizu za ulogu u filmu Ljudožder vegetarijanac.
- Nagrada za najboljeg glumca na međunarodnom Mediteranskom filmskom festivalu u Bruxellesu za ulogu u filmu Ljudožder Vegetarijanac

- Nagrada za najboljeg glumca na Fantastic film feativalu u Austinu – Texas USA za ulogu u filmu Ljudožder Vegatrijanac

- Zlatna arena za najbolju mušku ulogu u filmu Metastaze

- Zlatna arena za najbolju mušku ulogu u filmu Ljudožder Vegetarijanac

- Na 19. festivalu glumca u Županji Rene Bitorajac i Tarik Filipović dobili su za uloge u predstavi “Spektakluk” R. Bitorajca/T. Filipovića/Z. Lazića
- Godišnja Nagrada Vladimir Nazor

## Vanjske poveznice
- Rene Bitorajac u internetskoj bazi filmova IMDb-u (engl.)
- ReneBitorajac.com  Arhivirana inačica izvorne stranice od 22. siječnja 2011. (Wayback Machine)